# 黄博凯
黄博凯（1996年9月26日—），中国男子田径运动员，2015年亚洲田径锦标赛男子撑竿跳高铜牌得主、2019年亚洲田径锦标赛男子撑竿跳高铜牌得主、2022年亚洲运动会男子撑竿跳高银牌得主。